# Hubert van Es
Hubert van Es (Hilversum, 6 de julho de 1941 – Hong Kong, 15 de maio de 2009) foi um fotógrafo e fotojornalista holandês.